# Hämeenkoski
Hämeenkoski (Koski Hl fino al 1995) è stato un comune finlandese, avente 2093 abitanti a fine 2012, situato nella regione del Päijät-Häme. A partire dal 1º gennaio 2016 fa parte del comune di Hollola.